# Selasphorus ellioti
Selasphorus ellioti là một loài chim trong họ Chim ruồi.